# Beware the Batman
Beware the Batman è una serie animata in CGI basata sull'omonimo supereroe della DC Comics, prodotta dalla Warner Bros. e animata dall'azienda indiana Xentrix Studios. La serie, annunciata nell'aprile 2012, è stata trasmessa da Cartoon Network dal luglio 2013 al settembre 2014, prima di venire cancellata.

## Trama
Bruce Wayne, da poco entrato nei panni di Batman, deve affinare la sua abilità con l'aiuto del fedele maggiordomo, Alfred Pennyworth e della figlioccia Tatsu Yamashiro, una maestra di arti marziali assunta dapprima come guardia del corpo di Bruce, e poi reclutata per agire come nuova partner del Cavaliere Oscuro nei panni di Katana.

## Episodi
| Episodio | Titolo       | Prima TV USA      |
| -------- | ------------ | ----------------- |
| 1        | Hunted       | 13 luglio 2013    |
| 2        | Secrets      | 20 luglio 2013    |
| 3        | Tests        | 27 luglio 2013    |
| 4        | Safe         | 3 agosto 2013     |
| 5        | Broken       | 10 agosto 2013    |
| 6        | Toxic        | 17 agosto 2013    |
| 7        | Family       | 7 settembre 2013  |
| 8        | Allies       | 14 settembre 2013 |
| 9        | Control      | 21 settembre 2013 |
| 10       | Sacrifice    | 28 settembre 2013 |
| 11       | Instinct     | 5 ottobre 2013    |
| 12       | Attraction   | 27 luglio 2014    |
| 13       | Fall         | 3 agosto 2014     |
| 14       | Darkness     | 10 agosto 2014    |
| 15       | Reckoning    | 17 agosto 2014    |
| 16       | Nexus        | 24 agosto 2014    |
| 17       | Monsters     | 7 settembre 2014  |
| 18       | Games        | 14 settembre 2014 |
| 19       | Animal       | 21 settembre 2014 |
| 20       | Doppelganger | 28 settembre 2014 |
| 21       | Unique       | 28 settembre 2014 |
| 22       | Hero         | 28 settembre 2014 |
| 23       | Choices      | 28 settembre 2014 |
| 24       | Epitaph      | 28 settembre 2014 |
| 25       | Twist        | 28 settembre 2014 |
| 26       | Alone        | 28 settembre 2014 |

## Doppiaggio
| Personaggio                    | Doppiatore originale |              |              |              |              |              |              |
| Protagonisti                   | Protagonisti         | Protagonisti | Protagonisti | Protagonisti | Protagonisti | Protagonisti | Protagonisti |
| ------------------------------ | -------------------- | ------------ | ------------ | ------------ | ------------ | ------------ | ------------ |
| Bruce Wayne/Batman             | Anthony Ruivivar     |              |              |              |              |              |              |
| Tatsu Yamashiro/Katana         | Sumalee Montano      |              |              |              |              |              |              |
| Alfred Pennyworth              | J.B. Blanc           |              |              |              |              |              |              |
| Commissario James Gordon       | Kurtwood Smith       |              |              |              |              |              |              |
| Antagonisti                    |                      |              |              |              |              |              |              |
| Lonnie Machin/Anarky           | Wallace Langham      |              |              |              |              |              |              |
| Ra's al Ghul                   | Lance Reddick        |              |              |              |              |              |              |
| Slade Wilson/Deathstroke       | Robin Atkin Downes   |              |              |              |              |              |              |
| Lazlo Valentin/Professor Pyg   | Brian George         |              |              |              |              |              |              |
| Mister Toad                    | Udo Kier             |              |              |              |              |              |              |
| Margaret Sorrow/Magpie         | Grey DeLisle-Griffin |              |              |              |              |              |              |
| Harvey Dent/Due Facce          | Christopher McDonald |              |              |              |              |              |              |
| Tobias Whale                   | Michael-Leon Wooley  |              |              |              |              |              |              |
| Humphrey Dumpler/Humpty Dumpty | Matt L. Jones        |              |              |              |              |              |              |
| Chiave                         | J.B. Blanc           |              |              |              |              |              |              |
| Waylon Jones/Killer Croc       | Wade Williams        |              |              |              |              |              |              |
| Kirk Langstrom/Man-Bat         | Robin Atkin Downes   |              |              |              |              |              |              |